# 中华抱茎蓼
中华抱茎蓼（学名：Polygonum amplexicaule var. sinense）为蓼科蓼属下的一个变种。